# Kallskär

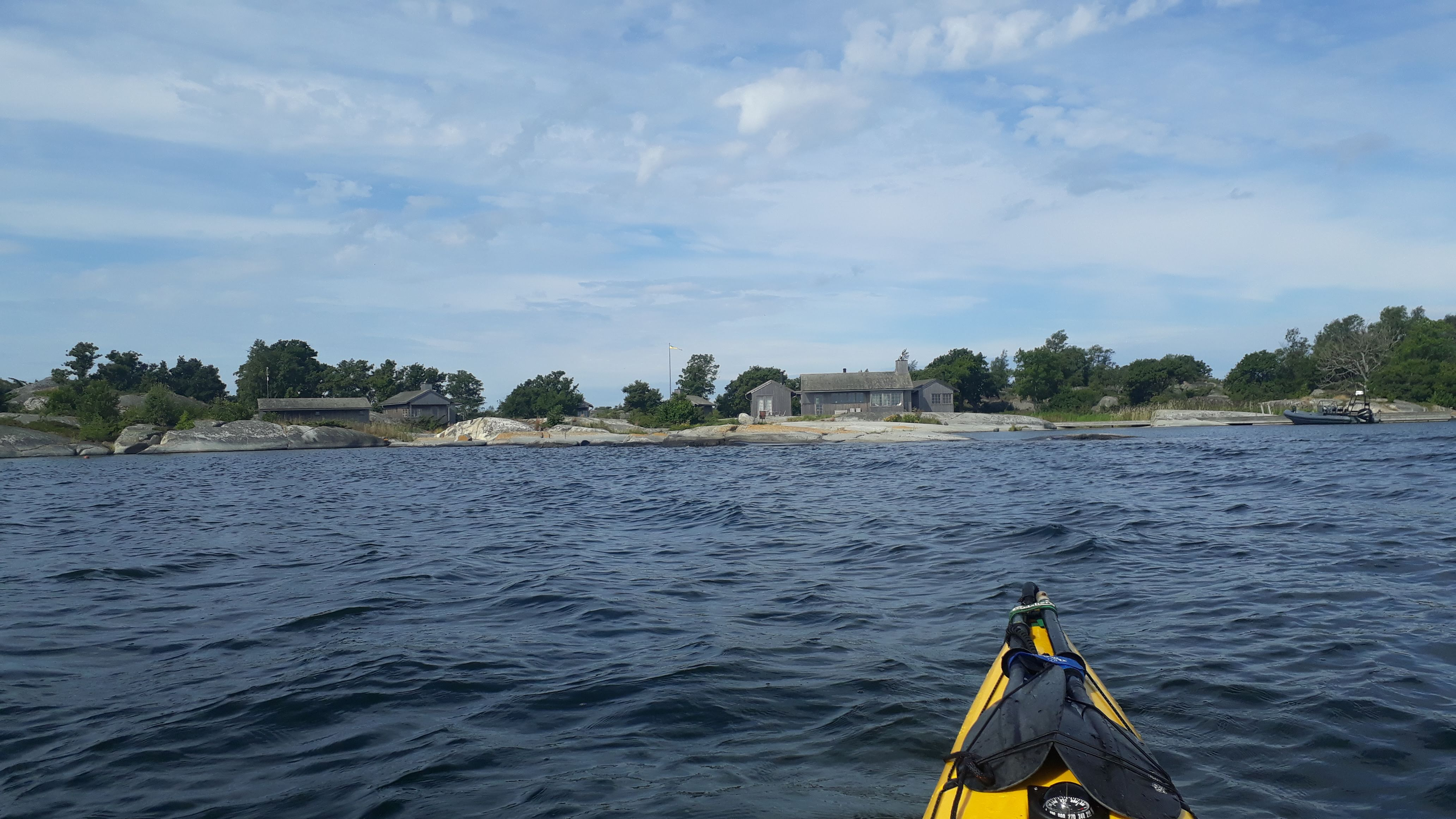
Den nya bebyggelsen på Kallskär.

Kallskär är en ö och en ögrupp i Norrtälje kommun ca 6 sjömil sydöst om Svartlöga. Förledet kall- i öns namn syftar på sälhanne som även har benämnts "kall". Trots att Kallskär har en skyddad och populär naturhamn har ön till skillnad från många omgivande öar aldrig varit något kronohamnsfiske. Sedan 1950-talet har det varit en populär ögrupp att besöka med kajak. Finansmannen Harald Mix äger bland annat ön Kallsär och fick tillåtelse att ersätta äldre bodar med små moderna hus.